# Lygisaurus curtus
Lygisaurus curtus — вид сцинкоподібних ящірок родини сцинкових (Scincidae). Ендемік Папуа Нової Гвінеї.

## Поширення і екологія
Lygisaurus curtus широко поширені на півострові Папуа і в передгір'ях на південному сході Центрального хребта Нової Гвінеї. Вони живуть у вологих рівнинних і гірських тропічних лісах, в садах і на плантаціях, поблизу людських поселень. Зустрічаються на висоті до 1540 м над рівнем моря. Голотип походить з гори Вікторія в хребті Овен-Стенлі.